# Calilegua
Ne doit pas être confondu avec Parc national Calilegua.
Calilegua est une ville et une municipalité argentine située au sud-est de la province de Jujuy, dans le département de Ledesma. La ville est située à environ 111 km au nord-est de la capitale provinciale, à laquelle elle est reliée principalement par la RN 34, et un petit accès par la route provinciale RP 83 (qui la relie à la localité de Valle Grande).

## Histoire
Durant l'ère préhispanique, le territoire était peuplé par les Ocloyas (une partie des Omaguacas), ainsi que par les Churumatas, Chanés, Chorotes et Wichis dans la partie orientale. La présence européenne a commencé avec les conquistadors espagnols au XVIe siècle, bien que la consolidation des Européens ait été lente, en grande partie à cause des difficultés climatiques et d'accessibilité.
En 1756, Calilegua est né lorsque les Jésuites ont fondé la Reducción San Ignacio de los Tobas, en raison de la proximité du Fort Nuestra Señora del Rosario. En 1767, les Jésuites sont expulsés. En 1770, le pionnier du sucre Gregorio Zegada s'installe à Calilegua. Il n'a pas fallu attendre longtemps pour voir apparaître l'homme d'affaires de Salta, fondateur de la première sucrerie commerciale : José Ramírez de Ovejero, fondateur de la sucrerie Ledesma.

## Géographie
La région est un piémont de contact entre les yungas et le Gran Chaco, le climat est tropical avec des températures diurnes élevées presque toute l'année (en été, surtout pendant les mois de décembre et janvier, les températures absolues peuvent atteindre 46 °C, cependant sporadiquement, dans les nuits d'hiver — juillet et juin — les températures descendent en dessous de 10 °C).

## Démographie
La ville comptait 5 997 habitants (Indec, 2010), ce qui représente une augmentation de 15,90 % par rapport aux 5 174 habitants (Indec, 2001) du recensement précédent.